# Drosophila neorepleta
Drosophila neorepleta är en tvåvingeart som beskrevs av Patterson och Wheeler 1942. Drosophila neorepleta ingår i släktet Drosophila och familjen daggflugor.
Artens utbredningsområde är Guatemala och Mexiko.